# ホルスタイン

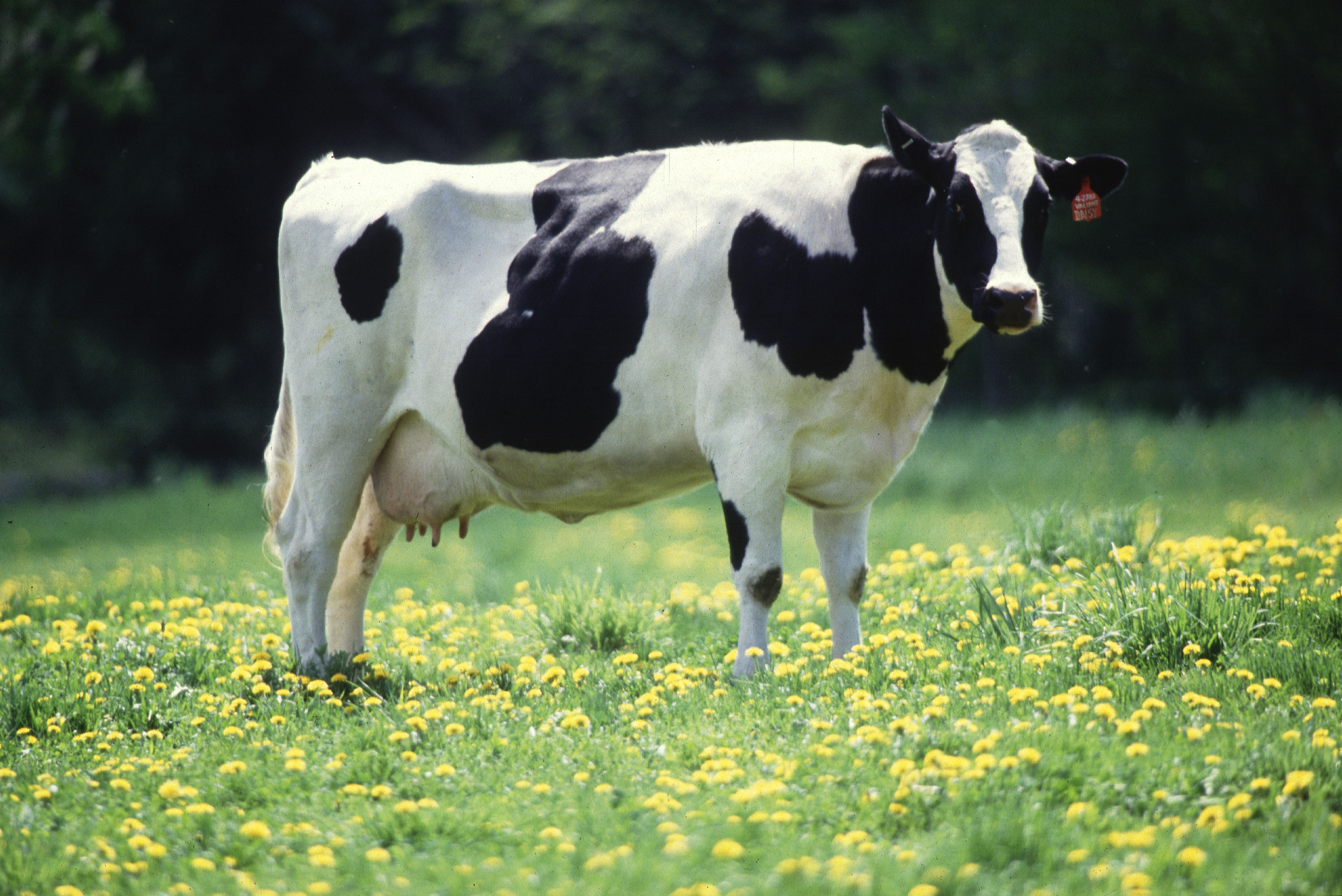
ホルスタイン種

ホルスタイン（Holstein）、またはホルスタイン・フリーシアン（Holstein Friesian cattle）は、ウシの品種のひとつで、名前はドイツのシュレースヴィヒ＝ホルシュタイン州にちなむ。日本では主に乳牛としてのイメージが強いが、欧州では肉乳両方を目的として飼育されている。

## 起源
ライン川下流のデルタ地帯

に産した在来種を起源として、ゲルマン民族の移動に伴って西に進み、オランダに定着して乳用種として改良されたものである。よって、起源はドイツであるが、品種としての原産地という意味では、オランダのフリースラントが正しい。ドイツのシュレースヴィヒ＝ホルシュタイン州も、この品種が牛の主流をなしている。その後、アメリカにもオランダからもたらされた（1795年～1852年）。初めはホルスタインと称したが、その後フリーシアンとも称され、対立したが、1889年から統一してホルスタイン・フリーシアンと称することになった。日本にはアメリカから入った（明治18年、1885年）ため、当初はアメリカと同様の呼称を用いていたが、次第に略され、ホルスタインと呼称するようになった。なお、欧州ではむしろフリーシアンの方が共通的な呼称である。
欧米はもとより世界中に最も広く分布しており、しかも、どの国においても、全頭数に対しての比率が高まりつつある。

## 身体・特徴

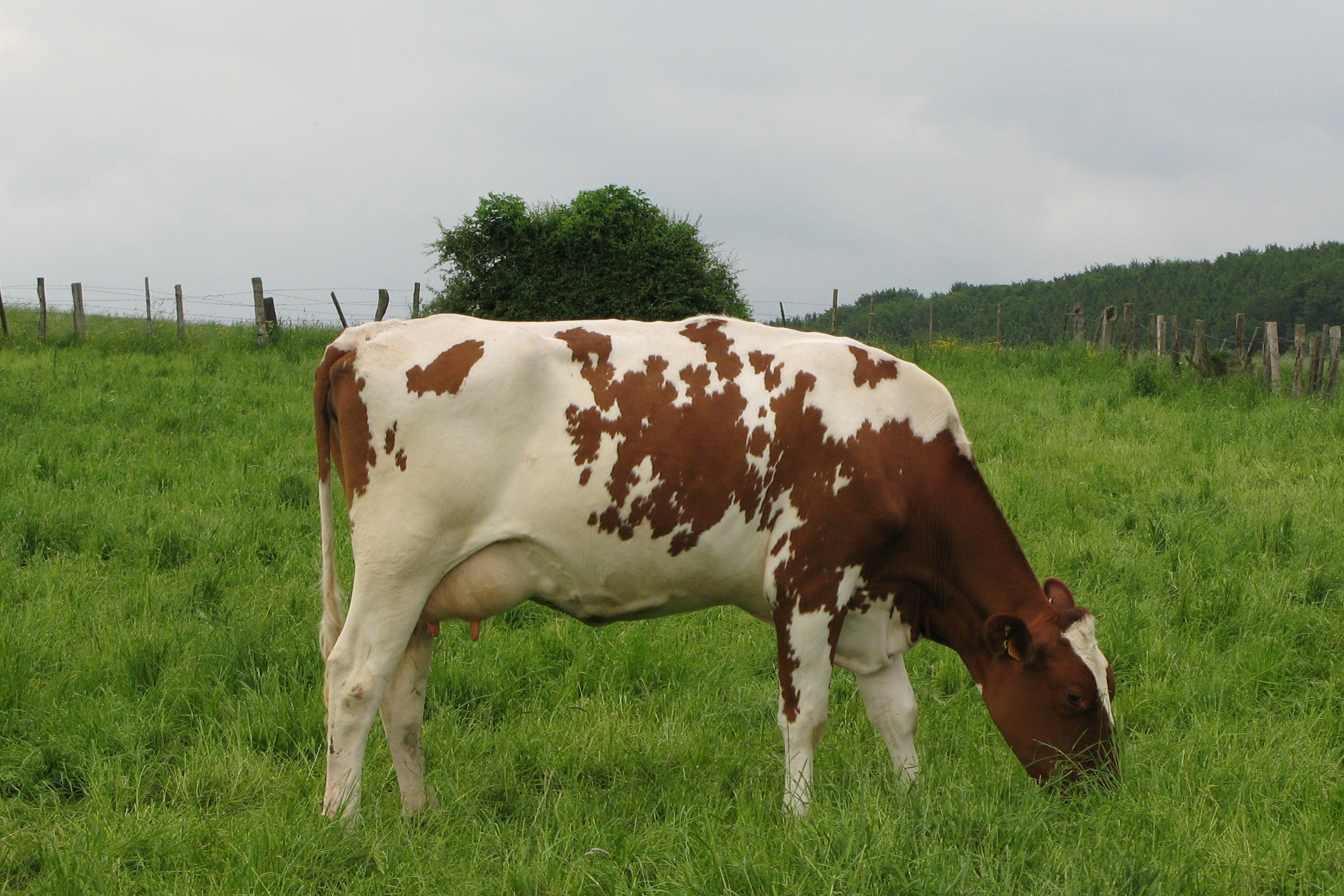
赤白の斑のホルスタイン

特徴は黒白または白黒斑である。白地に黒斑があるように見えるが、実は、黒色の地肌に、（遺伝的に）優性の白斑が加わったものである。特に四肢、尾の先端付近、鼻面の周辺の6箇所は必ず白斑が入る事から、かつて日本では、本種を「六白牛」（ろっぱくぎゅう）と称した。
地肌が（先祖種のように）赤いものもあり、この場合は赤白の斑となる。これは、オランダで1844年以後数年間、体積を増すためにショートホーン種を交雑したことがあるので、その赤毛の遺伝子が今も残ったものである。ことに、有力な種雄がそれを持っていたため、かなり伝播した。日本でも赤白斑のものがかなり多発するようになった。
体格は大型で、日本での成雌の標準は体高141cm、体重650kg。成雄でそれぞれ160cm、1,100kg。最大級のものでは雌で体高190cm、雄(去勢)で体高約195cm、体重約1.13tであり、雌のほうはギネス世界記録の英語版公式サイトで、最も体高の高い牝牛として認定されていることが確認できる。
体型は肉用種が交雑されて以降体積が大きめで、ジャージー種等に比べて前躰がやや重い。乳房は大きく、成年を過ぎると垂れ気味になるものがある。また、前後乳区が不均称で前乳区の小さいものもある。
能力は全牛種中乳量が最も多く、標準で年間5,000kg以上あり、年間10,000kgを超えるものも珍しくない。
また、年間20,000kg以上を産出する牛は「スーパーカウ」と呼ばれ、日本では毎年で100頭前後が報告されている。
乳質は比較的薄めで、乳脂肪率3.6%、無脂乳固形分8.7%程で飲用に適し、搾乳速度は極めて速く、最盛期には3kg/分に達する。
産肉能力は発育が早く、飼料効率もよく一日増体重は1.2kg程もある。と殺成績としては体が大きいので絶対肉量は多いが、長肢、骨太のため枝肉歩留は57%ぐらいで、ロース芯面積はやや小さい。脂肪の沈着は低めであるが、赤肉生産用としては問題ない。三重県鳥羽市で飼育される肉牛の加茂牛はホルスタインの雄を肥育したものである。また北海道でも酪農で不要な雄子牛を肥育して、生産者団体ごとに「十勝若牛」「鹿追牛」などの呼称でブランド化が図られている。
性質は温順で、丈夫で飼いやすく産乳での飼料効率も高いが、高温、結核に対する抵抗性は弱い。

## 国による差違
アメリカ、カナダでは乳専用として改良を進めたために大型化し、角張っており乳量が多い。
欧州では乳用種ではあるが、結果としての肉の活用も図っているので、やや短肢でかなり丸みを帯びた体型であり、乳量はアメリカ型に劣る。
ゆえに、オランダ型（牡は牛肉生産・雌は牛乳生産を明確にした改良）・イギリス型（オランダ型より、産肉量を重視した改良）・アメリカ型（乳生産を重視した改良で、体型も大型化している）と分けられる。
日本では乳牛の98%をホルスタインが占めており、初めて入ったのは（前述ではあるが）明治18年（1885年）で、民間主導でアメリカから輸入された。その後オランダからも輸入されたが、多くはアメリカから入っており、とくに第二次世界大戦後はアメリカ、カナダからの輸入が多く、改良の基になっており、従って日本国内のこの種はアメリカ型が大勢を占めている。

## 日本国内での考察
日本での乳牛の主流になった理由としては、日本の酪農が飲用乳向けの都市近郊の専業酪農に発しているため、あまり濃厚ではないが多乳で飼料効率の利便性が良いため、他の品種を圧倒した。その後も国内の乳の主な仕向けが飲用であり、酪農が一般農家に普及したとはいえ飼育形態は初期の専業搾乳業に似て、小面積で多頭を飼い購入飼料への依存度の高いものであることと、大家畜は簡単に他の品種に置き換えられないこともあって、現在の飲用乳産の主流となっている。また、道路網の発達により飲用乳圏が拡大され、保存法も進歩したので、本種の優位性は飼育形態が大きく変化しない限り継続する。
（参考文献 日本家畜人工授精師協会発行、人工授精師用テキスト）